# Saw II (banda sonora)
Saw II: Original Motion Picture Soundtrack es la banda sonora de la película de mismo nombre, la cual fue lanzada el 25 de octubre de 2005 por el sello discográfico Treadstone Records en los Estados Unidos y por Trisol Records en el Reino Unido.

## Canciones
1. "Irresponsible Hate Anthem (Venus Head Trap Mix)" – Marilyn Manson – 3:41
2. "Sound Effects and Over Dramatics" – The Used – 3:28
3. "Forget to Remember" – Mudvayne – 3:33
4. "September" – Bloodsimple – 3:38
5. "Blood (Empty Promises)" – Papa Roach – 2:56
6. "Rev. 22:20 (Rev. 4:20 Mix)" – Puscifer – 4:47
7. "Pieces" – Sevendust – 3:06
8. "Rodent (Ken "Hiwatt" Marshall/DDT Mix)" – Skinny Puppy – 5:00
9. "Burn the Witch (Unkle Variation)" – Queens of the Stone Age – 3:04
10. "Holy" – A Band Called Pain – 3:43
11. "Three Fingers" – Buckethead – 3:00
12. "Home Invasion Robbery" – The Legion of Doom – 4:11
13. "Caliente (Dark Entries)" – Revolting Cocks – 4:28
14. "Step Up" – Opiate For The Masses – 3:24
15. "Don't Forget the Rules (Score)" – Charlie Clouser – 5:02

### Canciones Extras
1. "Make A Star (Saw Edit)" - Dope Stars Inc. - 4:01
2. "The 6th Of September (How Far Wozld You Go)" - Asp - 3:37
3. "Bis an das Ende der Zeit" - Samsas Traum - 3:46
4. "My Soul Speaks" - Lore - 4:04
5. "Fear" - London After Midnight (Lanzamiento Europeo solamente)

## Sonidos dentro de la película
1. Títulos - Charlie Clouser
2. Espejo - Charlie Clouser
3. Video de la marioneta - Charlie Clouser
4. Pánico Ocular - Charlie Clouser
5. Escapatoria- Charlie Clouser
6. Escena del Asesinato - Charlie Clouser
7. Pieza de Rompecabezas- Charlie Clouser
8. Mira detenidamente - Charlie Clouser
9. Manos Llenas - Charlie Clouser
10. No Puedo Dormir - Charlie Clouser
11. Wilson Steel (Fabrica de Acero)- Charlie Clouser
12. Acercamiento - Charlie Clouser
13. Escaleras de Acero - Charlie Clouser
14. Guarida de Jigsaw - Charlie Clouser
15. El Problema - Charlie Clouser
16. Habrá Sangre - Charlie Clouser
17. Dame un Teléfono - Charlie Clouser
18. El Mensaje de Jigsaw - Charlie Clouser
19. Despierta - Charlie Clouser
20. Mandy - Charlie Clouser
21. Bienvenidos - Charlie Clouser
22. Disparo en el Ojo - Charlie Clouser
23. He Jugado Antes - Charlie Clouser
24. Puerta Abierta - Charlie Clouser
25. Plan de Juego - Charlie Clouser
26. Sientate - Charlie Clouser
27. Mierda Machista - Charlie Clouser
28. Muñeco - Charlie Clouser
29. Hola, Obi - Charlie Clouser
30. Mierda - Charlie Clouser
31. Horno - Charlie Clouser
32. La Cura - Charlie Clouser
33. Tu Hijo - Charlie Clouser
34. La Oficina del Doctor - Charlie Clouser
35. Accidente Automovilístico - Charlie Clouser
36. Has Sobrevivido - Charlie Clouser
37. Es Una Trampa - Charlie Clouser
38. Hola, Javier - Charlie Clouser
39. Piscina de Agujas - Charlie Clouser
40. Es Suficiente - Charlie Clouser
41. Su Trabajo - Charlie Clouser
42. Tercera Gaveta - Charlie Clouser
43. Entiende - Charlie Clouser
44. Jonas - Charlie Clouser
45. Fotografía del Padre - Charlie Clouser
46. No Puedo confiar en Ustedes - Charlie Clouser
47. Fotografía de Javier - Charlie Clouser
48. Te Llevare - Charlie Clouser
49. Maldita Puerta - Charlie Clouser
50. Agujero de Mierda - Charlie Clouser
51. Cortar Cuellos - Charlie Clouser
52. Eric se acerca - Charlie Clouser
53. No está en vivo - Charlie Clouser
54. Apuñalado - Charlie Clouser
55. Consciente - Charlie Clouser
56. Hola, Eric - Charlie Clouser